# Verzetsmonument Voerendaal
Het verzetsmonument in de Limburgse plaats Voerendaal is een gedenkteken ter ere van inwoners die zijn omgekomen tijdens de Tweede Wereldoorlog en de Indonesische Onafhankelijkheidsoorlog.

## Achtergrond
Na de oorlog wilde men in Voerendaal een monument oprichten dat herinnert aan de omgekomen verzetsstrijders Paul Leclou, kapelaan Leo Penders, L.L.J. Lindelauf en Theo Treuren en aan P. Geraedts en Johan Frans Offermans, die beiden zijn gesneuveld bij de strijd in het voormalig Nederlands-Indië. De Heerlense kunstenaar Eugène Laudy kreeg hiervoor de opdracht. Hij maakte een keramisch reliëf dat verwijst naar het verhaal van Sint-Joris die de draak verslaat. Het werk werd uitgevoerd bij de kunstateliers in Brunssum. 
Het reliëf werd aangebracht aan de buitenzijde van het rechtertransept van de Sint-Laurentiuskerk en onthuld op 31 oktober 1948.

## Beschrijving
Het oorlogsmonument bestaat uit een keramisch reliëf (3,5 x 1 meter) boven een natuurstenen plaquette (1,2 x 1,5 meter). Het reliëf toont Sint-Joris ten voeten uit, gekleed in een maliënkolder. Hij houdt in zijn rechterhand een kruisstaf en in zijn linkerhand de vredesduif. Aan weerszijden wappert de Nederlandse vlag. Onder Joris' voeten is de verslagen draak te zien. 
Op de plaquette zijn de namen en data van de overledenen aangebracht. 